# Stöben (Dornburg-Camburg)
Stöben ist ein Ortsteil der Stadt Dornburg-Camburg im thüringischen Saale-Holzland-Kreis mit etwa 100 Einwohnern.

## Geografie
Stöben liegt langgestreckt am linken Ufer der Saale in einem weiten Tal auf einer Höhe von etwa 120 Metern. Die Hänge des Saaletals erheben sich hier zu beiden Seiten etwa 100 Meter über dem Fluss. Die Umgebung von Stöben wird vorrangig landwirtschaftlich genutzt.

## Geschichte
Stöben wird im Zeitraum zwischen 996 und 1002 erstmals erwähnt. Das nächste Mal wird Stöben 1053 und 1116 genannt. 1116 tritt „Stuwi“ im Zusammenhang mit der Überreichung der Cyriakskirche an das neu gestiftete Chorherrenstift Neuwerk in Halle auf.
Michael Köhler vermutet südwestlich von Stöben auf der Anhöhe oberhalb von Schinrode die Burgstelle Stuwi. Der günstige Platz auf dem Zipfel der Ilm-Saale-Platte zwischen Stöbener Grund und Saaletal sei besonders geeignet, eine Burg zu tragen. Eine ganze Reihe von Lesesteinen und ein wallartiger Geländebereich, der allerdings geologischen Ursprungs ist, und der durch eine Route einer ehemaligen Handelsstraße durchzogen wird, deutet laut Köhler darauf hin. Da das Gelände bisher fundleer geblieben ist, ist Köhlers Theorie nicht belastbar. Südwestlich dieses Areals ist eine durchgehende Geländeerhöhung vorhanden, die durch Steinbrüche unterbrochen wurde. Auch diese Formation ist lediglich eine geologische Abbruchkante, auch wenn sie die Form eines Abschnittswalls ähnelt. Kleine Lehm- und Keramikfragmente deuten auf eine Besiedlung des Platzes in der bronze- und früheisenzeitlichen Höhensiedlungsphase hin. Die von Thietmar von Merseburg am Ende des 10. Jahrhunderts genannte Burg Stuwi dürfte vielmehr auf dem Areal der Kirchen St. Cyriaksberg und St. Petersberg zu suchen sein.
Im Jahre 2020 konnte Andrei Zahn eine hochmittelalterliche Turmhügelburg auf dem Cyriaksberg nachweisen.
Die Konzentration von zwei Kirchen und einer Burg auf engstem Raum lädt geradezu dazu ein, den Standort der ehemaligen von Thietmar von Merseburg am Ende des 10. Jh. genannten „civitas“ zu suchen. Die Güter eine Schenkung aus dem Jahr 1090 in „Stubi“ an das Bistum Naumburg tauchen später in der Gemarkung von Schmiedehausen auf, so dass Stöben ursprünglich wohl ein größeres Gebiet in westlicher Richtung umfasste.
Stöben gehörte seit dem 14. Jh. nachweislich zum wettinischen Amt Camburg, welches aufgrund mehrerer Teilungen im Lauf seines Bestehens Teil verschiedener Albertinischer und Ernestinischer Herzogtümer war. In den 1420er Jahren erhalten wir erste Nachrichten über die Einwohner des Ortes. 1826 kam der Ort als Teil der Exklave Camburg vom Herzogtum Sachsen-Gotha-Altenburg zum Herzogtum Sachsen-Meiningen. Von 1922 bis 1939 gehörte der Ort zur Kreisabteilung Camburg.
Unterhalb des Ortes befand sich eine Furt durch die Saale. Später gab es auch eine Fähre im Ort. Im 20. Jh. baute man dann eine Brücke im Bereich der Furt. Erst kürzlich wurde die durch Hochwasserschäden stark beschädigte Brücke durch eine neue ersetzt.
Die bis dahin selbstständige Gemeinde wurde am 20. Juni 1957 in die Stadt Camburg eingemeindet, die am 1. Dezember 2008 durch weitere Eingemeindungen Stadt Dornburg-Camburg wurde.
Im „Rittergut“ gibt es einen landwirtschaftlichen Familienbetrieb mit Ackerbau, Viehzucht, Direktvertrieb und Unterkunft.